# Археоціати
Археоціа́ти (Archaeocyathida) — група викопних безхребетних тварин; будовою скелета і способом живлення близькі до губок. Це найдавніші рифоутворюючі тварини. Відомо понад 400 видів в усіх частинах земної кулі, що жили 520—443,7 млн років тому. Переважно знахідки скам'янілостей археоціатів знаходяться на території сучасних Сибіру, Китаю, узбережжях Північної Америки, Марокко, південної Австралії. Археоціати є провідними формами кембрійських відкладів.

## Морфологія

1 — інтерваллюм, 2 — центральна порожнина, 3 — внутрішня стінка, 4 — пора, 5 — септ, 6 — зовнішня стінка, 7 — основа

Археоціати формою нагадували порожнисті келихи чи роги різного розміру, відкриті згори. Досягали 8-15 см завдовжки та 1-1,25 см у поперечнику. Найбільші представники сягали 30-60 см заввишки. Могли мати різну форму: циліндричну, конічну, блюдцеподібну, іноді мішковидну. Деякі археоціати являли собою групи «келихів», які росли зі спільної основи.
Тіло археоціатів мало вапняний скелет, що складався з пористих пластинчастих утворень. Скелет мав одну (у найменш організованих представників) або дві (внутрішню і зовнішню) стінки. Пори зовнішньої стінки були дрібніші, ніж внутрішньої, за формою вони могли бути округлими, овальними, прямокутними або шестигранними. На внутрішній стінці в деяких видів розташовувалися відростки. Між стінками знаходилася порожнина інтерваллюм, у одних видів позбавлена скелетних елементів, у інших містила септи — прямі пористі перегородки, що з'єднують внутрішню і зовнішню стінки. У Неправильних археоціатів інтерваллюм був заповнений теніями — викривленими пористими пластинками.
До поверхні археоціати кріпилися за допомогою розгалуженої основи. В одних видів вона мала висоту 2-5 мм, у інших охоплювала келих на висоту до 13-15 мм.

## Спосіб життя
Археоціати жили в теплих прибережних кембрійських морях, прикріпляючись до карбонатного субстрату (переважно строматолітів) на глибині 20-30 метрів, максимум — до 100 м. Вони фільтрували воду, пропускаючи її крізь пори зовнішньої стінки, та випускаючи крізь інтерваллюм. Різні розміри пор у різних видів свідчать, що археоціати харчувалися завислими у воді часточками й планктоном не однакового розміру. Вони займали численні екологічні ніші, часто навіть у межах того самого рифу. Археоціати формували порівняно невеликі рифи 10-30 метрів у діаметрі та до 3 м заввишки.
У середньому кембрії археоціатів витіснили звичайні губки та корали.

## Таксономія

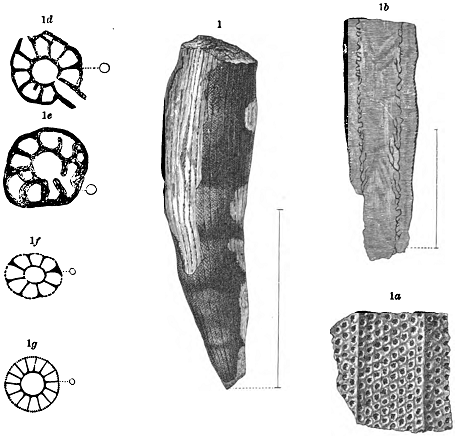
Скам'янілості археоціата Ethmophyllum whitneyi

Клада Archaeocyatha традиційно поділена на підкласи Правильних (Regulares) і Неправильних (Irregulares):
- Regulares Vologdin, 1937
  - Ряд Acanthinocyathida Okulitch, 1935
  - Ряд Ajacicyathida Bedford & Bedford, 1939
  - Ряд Capsulocyathida Zhuravleva, 1964
  - Ряд Monocyathida Okulitch, 1943
  - Ряд Tabulacyathida Vologdin, 1956
  - Роды incertae sedis
    - Clathricyathellus Borodina, 1974
    - Pilodicoscinus Debrenne & Jiang, 1989
    - Siderocyathus Debrenne et al., 1990
    - Tumulocyathellus Zhuravleva, 1960
- Irregulares Vologdin, 1937
  - Ряд Archaeocyathida
  - Ряд Kazakhstanicyathida
  - Роди incertae sedis
    - Aruntacyathus Kruse & West, 1980
    - Batchatocyathus Vologdin, 1940
    - Batenevia Krasnopeeva, 1961
    - Bicyathus Vologdin, 1939
    - Cornutocyathus Zhuravleva et al., 1997
    - Egiinocyathus Fonin, 1983
    - Graphoscyphia Debrenne, 1974
    - Osadchiites Zhuravleva et al., 1997
    - Palmericyathellus Debrenne, 1970
    - Retilamina Debrenne & James, 1981
    - Rhizacyathus Bedford, 1939
- Роди incertae sedis
  - Adaecyathus Zhuravlev et al., 1983
  - Cryptaporocyathus Korshunov & Zhuravleva, 1967
  - Ramuscyathus Voronin et al., 1982